# بوب فوستر (سياسي)
بوب فوستر (بالإنجليزية: Bob Foster)‏ هو سياسي أمريكي، ولد في 1947 في بروكلين في الولايات المتحدة. حزبياً، نشط في الحزب الديمقراطي.